# Ківіти (гміна)
Гмі́на Ківі́ти (пол. Gmina Kiwity) — сільська гміна у північній Польщі. Належить до Лідзбарського повіту Вармінсько-Мазурського воєводства.
Станом на 31 грудня 2011 у гміні проживало 3399 осіб.

## Територія
Згідно з даними за 2007 рік площа гміни становила 145.38 км², у тому числі:
- орні землі: 74.00%
- ліси: 14.00%

Таким чином, площа гміни становить 15.73% площі повіту.

## Населення
Станом на 31 грудня 2011:
| Опис     | Загалом | Загалом | Чоловіки | Чоловіки | Жінки | Жінки |
| -------- | ------- | ------- | -------- | -------- | ----- | ----- |
| одиниця  | осіб    | %       | осіб     | %        | осіб  | %     |
| все      | 3399    | 100     | 1745     | 51.34    | 1654  | 48.66 |
| міське   | 0       | 100     | 0        |          | 0     |       |
| сільське | 3399    | 100     | 1745     | 51.34    | 1654  | 48.66 |

## Сусідні гміни
Гміна Ківіти межує з такими гмінами: Бартошице, Біштинек, Єзьорани, Лідзбарк-Вармінський.